# Поучение Мерикара
«Поучение царя гераклеополитанского» (полное название: Поучение гераклеополитанского царя своему сыну царю Мерикара или Поучение гераклеопольского царя своему сыну Мерикара) — древнеегипетское литературное произведение жанра «поучения» (sb3 jt). Датируется XXII веком до н. э. (ок. 2150—2050 до н. э.), переписан с подлинника в период правления XVIII—XIX династий. Представляет собой политический трактат, содержащий наставление наследнику о том, как надо управлять государством.

## Автор
Имя царя X династии Ахтоя III (Хети III — 2120—2070 гг. до н. э.), автора поучения, установлено по царским спискам Туринского папируса. Этот фараон продолжал борьбу с кочевниками, обитавшими к востоку от Дельты, и положил конец их набегам на Египет. Мнение о том, что автором мог быть сам Мерикара, высказывал А. Фольтен.

## Содержание
Восстановление содержания текста в полном объёме из-за утраченных фрагментов и повреждений папирусов не представляется возможным.
Открывалось, вероятно, с имени определённого лица, фараона, обращавшегося к принцу. В начале поучения, судя по отдельным фразам и словам, речь шла о подавлении мятежа и борьбе с кочевниками, пришедшими с Востока.
Условно текст делится на 3 части:
1. Правила управления строгим судом, наказания врагов, привечания элиты и сподвижников;
2. Внешняя политика государства: проблемы с кочевниками на востоке, мятежниками на юге.
3. Определение личности властелина как единственного в своём роде на земле, несущего ответственность за своё правление.

Поучение завершается божественным гимном и именами переписчиков «Поучения», Хамуасом и Махи.

## Анализ
Поучение даёт ценный материал для суждения о социальных отношениях и об организации государства в конце III тысячелетия до н. э. После тяжёлого периода нестабильности и смуты появился литературный памятник, освещающий образ фараона, как мудрого и строгого правителя, не допускающего впредь поползновений на свою власть и спокойствие в стране.
Проставленные до 78 строки красные точки, предположительно, указывают, что литературный текст читался нараспев, с целью сохранения смысловых и стилистических оттенков написанного.
По мнению Я. Ассмана, поучение преподносится будто бы от умершего отца.
Некоторые учёные прослеживают параллели «Поучения Мерикара» с книгой Екклесиаста.